# Pferdeweiher
Der Pferdeweiher ist ein Teich auf dem Gebiet der Gemeinde Schwalmtal im Kreis Viersen in Nordrhein-Westfalen. Er wird vom Heidweiher Bach durchflossen, einem Zufluss des Kranenbachs.

## Naturschutzgebiet
Das etwa 6,72 ha große Naturschutzgebiet „Pferdeweiher“, das im Jahr 1982 unter Naturschutz gestellt wurde, erstreckt sich westlich des Gemeindeteils Schellerbaum der Gemeinde Schwalmtal. 